# Lophopetalum javanicum
Lophopetalum javanicum är en benvedsväxtart som först beskrevs av Heinrich Zollinger, och fick sitt nu gällande namn av Nicolai Stepanowitsch Turczaninow. Lophopetalum javanicum ingår i släktet Lophopetalum och familjen Celastraceae. Inga underarter finns listade.